# Sulpirid
Sulpirid (Meresa, Bosnil, Dogmatil, Dolmatil, Eglonil, Modal, Espirid) je tipični antipsihotik iz benzamidne klase koji se uglavnom koristi za tretman psihoze vezane za šizofreniju i kliničku depresiju. Upotreba sulpirida je najzastupljenija u Evropi i Japanu. Levosulpirid je prečišćeni levo-izomer koji je u prodaji u Indiji za slične svrhe. Ovaj lek nije odobren za upotrebu u Sjedinjenim Državama i Kanadi. Sulprid je hemijski i klinički veoma sličan srodnom antipsihotiku amisulpridu.

## Hemija
Sulpirid se može sintetitisati iz 5-aminosulfosalicilne kiseline. Metilacija sa dimetilsulfatom daje 2-metoksi-5-aminosulfonilbenzojevu kiselinu, koja se transformiše u amid koristeći 2-aminometil-1-etilpirolidin kao aminsku komponentu i karbonildiimidazol (CDI) kao kondenzujući agens.